# Communauté de communes Lèze-Ariège-Garonne
La communauté de communes  Lèze-Ariège-Garonne est une ancienne communauté de communes française de la Haute-Garonne. Elle fait partie du Pays du Sud Toulousain.
En 2017, elle fusionne avec la Communauté de communes de la vallée de l'Ariège pour former la Communauté de communes Lèze-Ariège.

## Communes adhérentes
| Nom                 | Code Insee | Gentilé      | Superficie (km2) | Population (dernière pop. légale) | Densité (hab./km2) |
| ------------------- | ---------- | ------------ | ---------------- | --------------------------------- | ------------------ |
| Vernet (siège)      | 31574      | Vernetois    | 10,53            | 2 560 (2014)                      | 243                |
| Auribail            | 31027      | Auribaillais | 8,94             | 217 (2014)                        | 24                 |
| Beaumont-sur-Lèze   | 31052      | Beaumontais  | 26,31            | 1 534 (2014)                      | 58                 |
| Lagardelle-sur-Lèze | 31263      | Lagardellois | 13,78            | 2 769 (2014)                      | 201                |
| Venerque            | 31572      | Venerquois   | 14,57            | 2 561 (2014)                      | 176                |

## Démographie
| 1968  | 1975  | 1982  | 1990  | 1999  | 2006  | 2009  | 2011  | 2012  |
| ----- | ----- | ----- | ----- | ----- | ----- | ----- | ----- | ----- |
| 3 740 | 4 603 | 5 866 | 7 235 | 7 821 | 8 515 | 8 672 | 8 794 | 9 183 |

| 2013  | - | - | - | - | - | - | - | - |
| ----- | - | - | - | - | - | - | - | - |
| 9 394 | - | - | - | - | - | - | - | - |

## Administration
| Période | Période          | Identité      | Étiquette | Qualité           |
| ------- | ---------------- | ------------- | --------- | ----------------- |
| 2008    | 31 décembre 2016 | Michel Duviel | PS        | Maire de Venerque |

## Compétences
- Collecte des déchets des ménages et déchets assimilés
- Traitement des déchets des ménages et déchets assimilés
- Activités sociales
- Création, aménagement, entretien et gestion de zone d'activités industrielle, commerciale, tertiaire, artisanale ou touristique
- Action de développement économique (Soutien des activités industrielles, commerciales ou de l'emploi, Soutien des activités agricoles et forestières...)
- Construction ou aménagement, entretien, gestion d'équipements ou d'établissements sportifs
- Activités péri-scolaires
- Schéma de cohérence territoriale (SCOT)
- Schéma de secteur
- Création et réalisation de zone d'aménagement concertée (ZAC)
- Constitution de réserves foncières

## Historique
Créée en juin 1997 entre sept communes puis à la suite du départ au début de 2004 des communes de Labarthe-sur-Lèze, Pins-Justaret, Villate pour la Communauté d'agglomération du Muretain, la Communauté de communes Lèze-Ariège-Garonne se compose désormais de 4 communes.
Le 1er janvier 2014, Auribail intègre la communauté de communes.